# Venetico
Venetico (IPA: /veˈnetiko/, Venèticu, IPA: /veˈnetɨku/ secondo la pronuncia messinese, in siciliano) è un comune italiano di 3 923 abitanti della città metropolitana di Messina in Sicilia.

## Geografia fisica

### Territorio
Il territorio comunale è compreso fra le pendici settentrionali dei Monti Peloritani e la costa tirrenica. È costituito da una cresta collinare che digrada verso il mare, compresa fra le valli fluviali dei torrenti Senia, a ovest, e Cocuzzaro, a est.
Tali corsi d'acqua costituiscono anche il confine con i comuni limitrofi di Valdina e Spadafora.
Geologicamente il territorio si presenta nella zona costiera, quella grossomodo compresa tra la vecchia linea ferroviaria ed il mare, di origine alluvionale. Man mano che si procede verso monte, invece, si riscontrano ampie estensioni di terreno argilloso (cosa che ha dato notevole impulso all'industria dei laterizi), arenarie e terreni marnosi, mentre la cresta su cui sorge la frazione di Venetico Superiore è costituita da calcari evaporitici.
- Classificazione sismica: zona 2 (sismicità medio-alta)[6]. Possono verificarsi terremoti abbastanza forti.

### Clima
Venetico gode di un tipico clima temperato caldo. Particolarmente mite e confortevole nei periodi primaverile ed autunnale, presenta invece estati calde e inverni moderatamente miti. La temperatura media annua si attesta intorno ai 18-19 °C, oscillando tra i 10 °C del mese di gennaio e i 40 °C del mese di agosto.
Le precipitazioni piovose annuali si attestano sull'ordine degli 800 mm di pioggia, concentrandosi prevalentemente nel periodo settembre–aprile.
Secondo la classificazione climatica dei comuni italiani, Venetico è così classificata:
- Zona climatica B;
- Gradi giorno 831.

## Storia

### Antichità e medioevo
Quasi nulle sono le notizie su Venetico in età antica. Alcuni ipotizzano che l'origine del nome sia legato ad una passata presenza di Venetici, visti i ritrovamenti di vicini campi d'urne. Si narra che nel 36 a.C., nelle acque antistanti Venetico Marina, fu combattuta la battaglia navale di Naulochus, terminata con la distruzione della flotta di Sesto Pompeo per opera delle navi di Ottaviano (il futuro imperatore Augusto), comandate dall'ammiraglio Marco Vipsanio Agrippa.

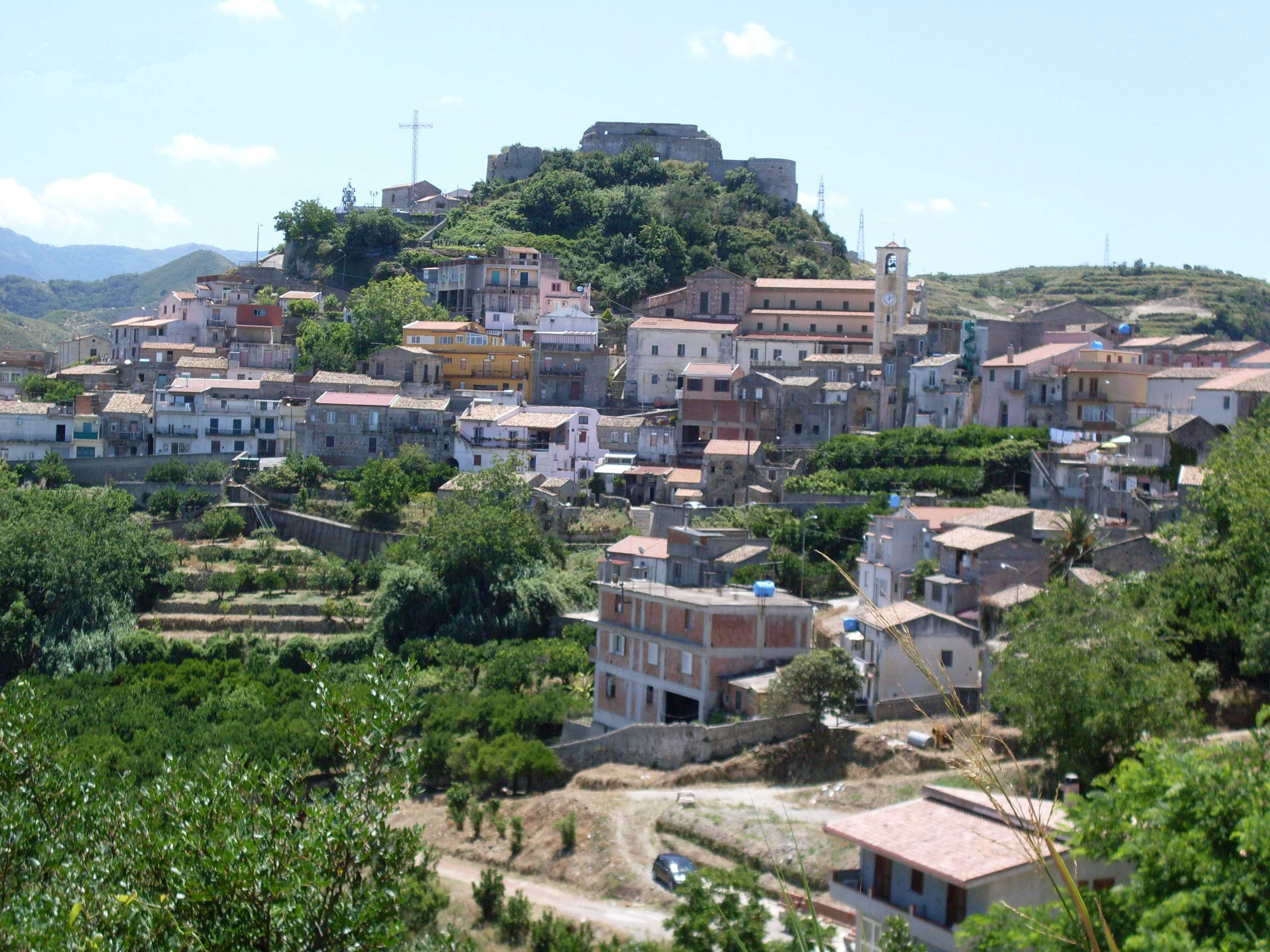
Panorama di Venetico Superiore

In epoca medievale il centro abitato era costituito da una taverna e quattro famiglie di villani, Curatini, Cassinesi, Milleroni e Remerceni, che curavano la coltivazione della terra. Nel XIII secolo esso venne concesso ai fratelli Simone e Rainero de Venetico, che diedero nome al feudo.
Le informazioni sulla famiglia Venetico sono poche: sappiamo infatti che al primo proprietario successe il figlio Rainero, alla cui morte il feudo pervenne al di lui figlio Simone, che sposò una certa Razzuna. Essendo la coppia senza figli, il feudo venne dato al giudice Arduino, cittadino messinese, donazione confermata dal re Manfredi nel 1259. Nel 1296 Aldoino de Arduino morì e si persero le notizie fino al 1408, anno in cui possessore risulta Filippo Arduino. Nel 1416 la proprietà passò al nipote del giudice Arduino, Giacomo de Arduino, alla cui morte successe il figlio Arduino de Arduino. Morto questi senza figli, vi successe il fratello Federico, ma anche questi morì senza lasciare eredi; il suo testamento fu, agli atti di un certo notar Francesco Pape di Messina, a favore del fratello Gerardo che, non avendo figli, nominò erede Pietro Porco da Messina.
Il re Alfonso d'Aragona non riconobbe questo passaggio e i beni furono devoluti alla Real Corte. Nel 1447 il re vendette il feudo di Venetico, con la gabella delle terre di Truppa e Cavalleria, a Corrado Spadafora e ai suoi eredi in perpetuo.
In quell'epoca a Venetico non vi era ancora nessuna popolazione consistente, e fu certamente per impulso di Corrado Spadafora che divenne in seguito un centro abitato. Quando infatti egli comprò il feudo chiese di ottenere il titolo di barone e di avere giurisdizione civile. Quest'ultima necessitava di una popolazione su cui essere esercitata, per cui è lecito ritenere che i primi abitatori non furono originari del luogo bensì immigrati da altre zone, fatti giungere lì dal feudatario per colonizzare i nuovi possedimenti. In seguito, verso la metà del XV secolo, fu costruito un castello.
Lo storico Tommaso Fazello documenta il centro ad un miglio da Rocca, quattro miglia distante da Gualtieri Sicaminò, quest'ultima dista sei miglia dal castello di Milazzo, leggermente ad est rispetto alla cittadina di Santa Lucia del Mela. Nel breve raggio di un paio di miglia le cittadine di Condrò, Monforte San Giorgio, Maurojanni e Rometta.

### Dall'età moderna a oggi
Verso il 1604, quando le terre di Venetico erano ormai ben abitate, il barone nominò un capitano e altri ufficiali, e comprò dalla Real Corte il mero e misto Imperio (la facoltà di giudicare e punire anche con pena di morte), ottenendo così anche la giurisdizione criminale ed erigendo quindi delle forche sulla spianata che ancora oggi ne porta il nome.
Con questa istituzione Venetico raggiunse l'apogeo del suo sviluppo civile, che mantenne per parecchio tempo, almeno finché fu in efficienza il regime feudale.
Nel giugno - luglio del 1743 Venetico fu gravemente colpita da un'epidemia di peste bubbonica che imperversava già nella città di Messina.
Il 28 dicembre 1908 il paese fu gravemente danneggiato da uno dei più rovinosi terremoti della storia d'Italia, quello che distrusse pressoché completamente Messina e Reggio Calabria, provocando in totale circa 100.000 morti. Tale catastrofe distrusse a Venetico molte chiese e campanili, danneggiò gravemente il castello medievale e fece registrare anche qualche vittima. Nel 1929 Venetico e i vicini comuni di Spadafora San Martino e Valdina furono fusi nel nuovo comune di Spadafora. Tuttavia già nel 1940 il comune di Venetico fu ricostituito nei suoi vecchi confini.

### Simboli
Lo stemma e il gonfalone sono stati concessi con DPR del 27 luglio 1987.
Il gonfalone è un drappo di azzurro.

## Monumenti e luoghi d'interesse

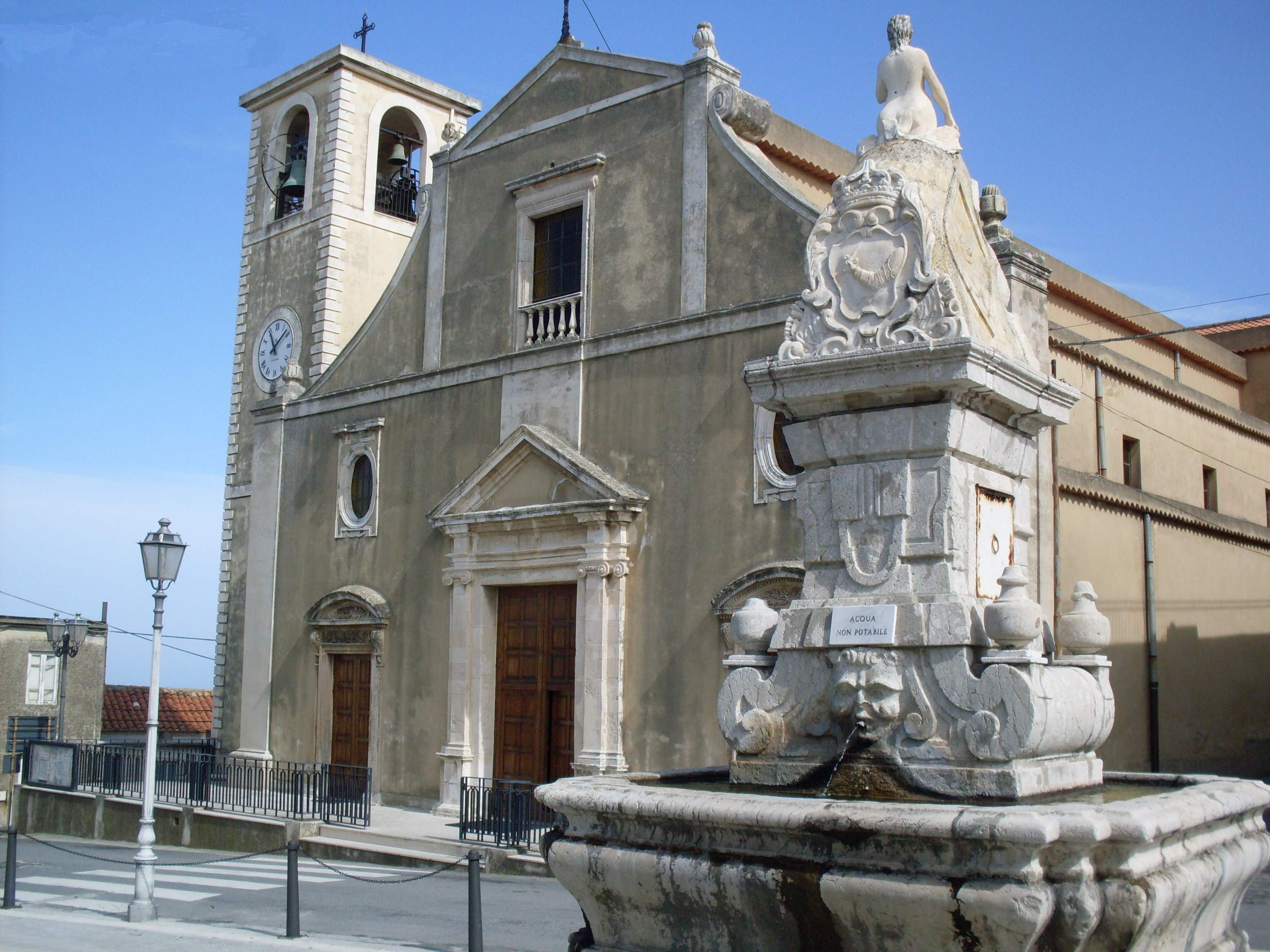
Chiesa di San Nicolò e fontana monumentale

### Fontana monumentale
Risalente al XVI secolo, sorge nella piazza antistante la chiesa di San Nicola. È sormontata da una piccola statua raffigurante una sirena, mentre sia sul lato anteriore che su quello posteriore è raffigurato lo stemma della famiglia Spadafora. La vasca è collocata su un rialzo formato da tre gradini.

### Architetture religiose
- Chiesa madre, o chiesa di San Nicolò, a Venetico Superiore, dedicata a san Nicola di Bari, risale ai primi anni del XVI secolo e si è arricchita di arredi e di opere d'arte in epoche successive. L'altare centrale è del 1792 ed espone un quadro risalente al 1625, detto Volto Santo, che secondo la tradizione è una copia fedele (ed autorizzata dalla Chiesa) di un fazzoletto posto come sudario sul volto di Gesù dopo la sua morte[15]. Sopra l'altare vi è un crocifisso ligneo dipinto del XVIII secolo[16].

Il campanile è stato ricostruito nel XX secolo, sul modello di quello originale crollato nel terremoto del 1908. La chiesa invece sopravvisse al sisma perché il parroco di allora, ordinando dei lavori di consolidamento, aveva fatto provvidenzialmente applicare, poco tempo prima, delle fasce di ferro come rinforzi strutturali che le permisero di resistere alle sollecitazioni.
La navata centrale è ornata da stucchi, il soffitto è a cassettoni, mentre sulla cantoria è presente un organo del XVIII secolo recentemente restaurato. Compare anche un pulpito di legno simile quello del duomo di Messina.

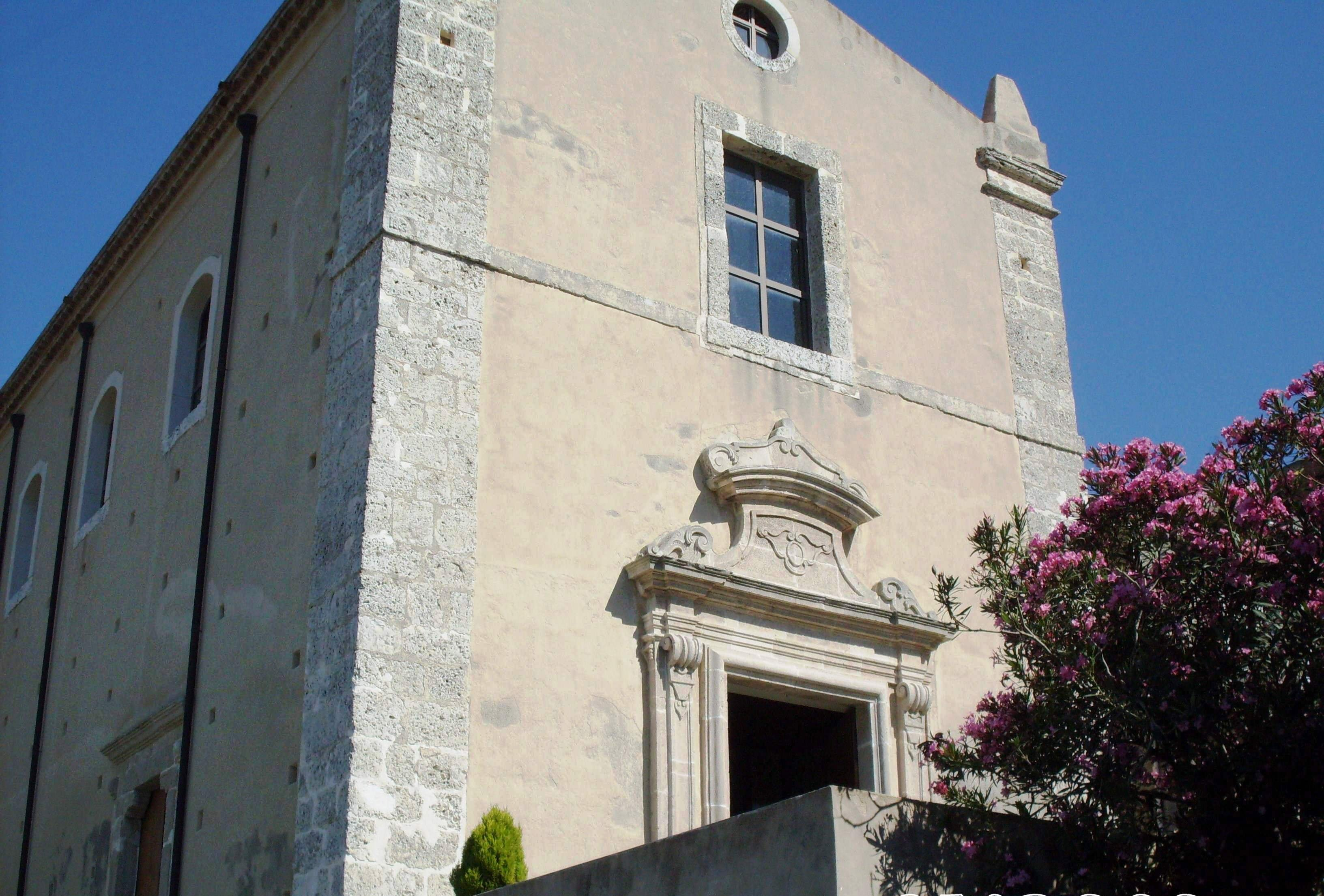
Chiesa di Sant'Anna

Nella navata destra sono esposti il quadro della Madonna dell'Arco (1602), la statua di Santa Caterina d'Alessandria, datata alla fine del XVI secolo, e alcuni dipinti su tela del XVI, XVII e XVIII secolo. Nel transetto si trova l'Adorazione dei Magi, opera di Francesco Bonajuto (1532) con una notevole cornice. A san Nicola sono dedicate una statua lignea e una tela, entrambe del XVI secolo. Vi è infine una statua in legno stuccato dell'Immacolata, risalente al Settecento.
Nella navata sinistra, nella cappella detta "del Santissimo Sacramento", si trovano il quadro della Madonna del Rosario (Gaspare Camarda, 1605), diverse tele, del XVII e XVIII secolo, e due monumenti funerari in marmo policromo dei principi di Spadafora e delle consorti, datati 1615 e 1637. Nel transetto si trova il Cristo alla colonna e flagellazione (XVI secolo).
- Sant'Anna, a Venetico Superiore, è una chiesa in stile barocco risalente al 1662, distrutta dal terremoto del 1908[17]. Nel 2006 dopo un lavoro di restauro, è stata riaperta al culto[18].

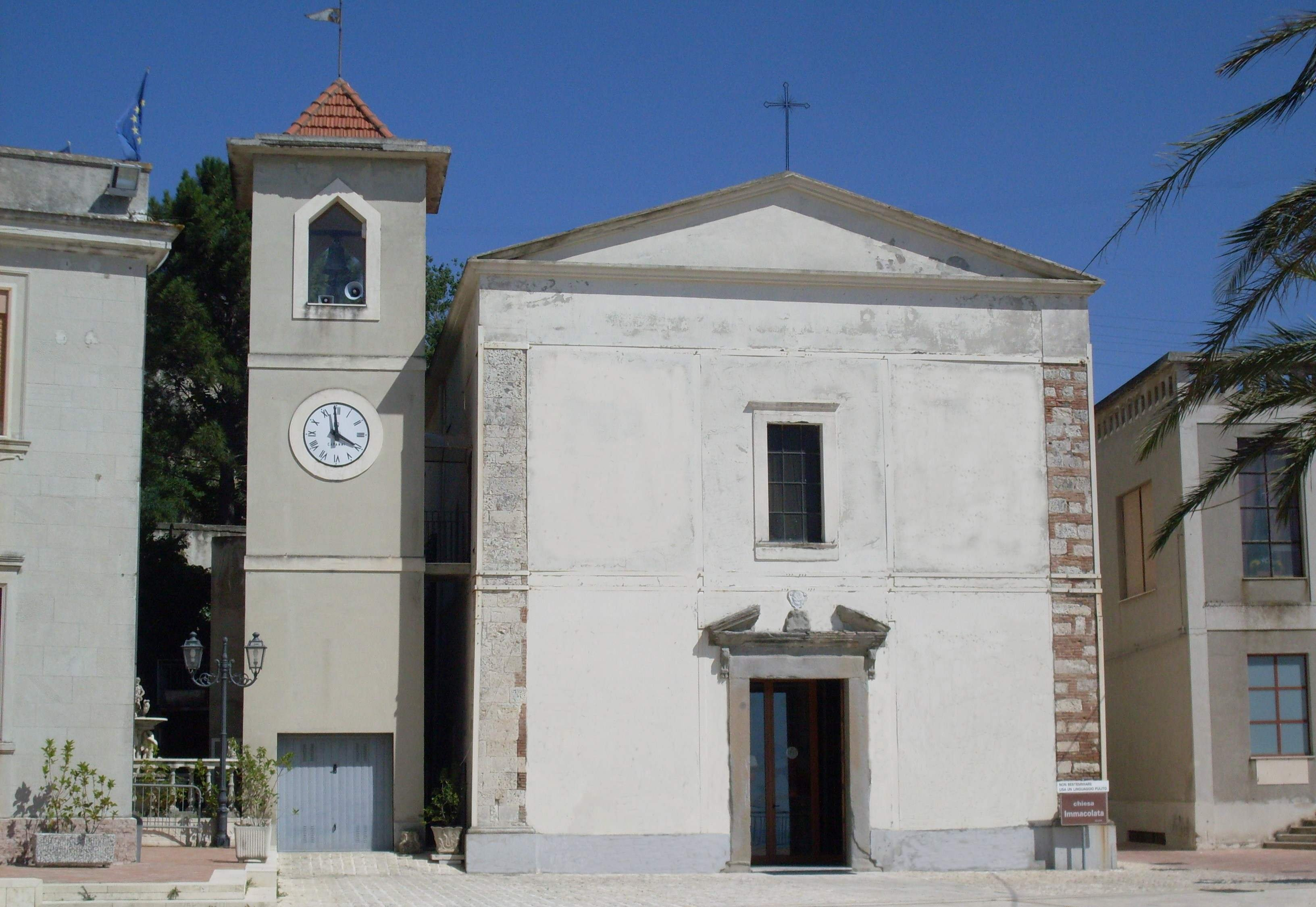
Chiesa dell'Immacolata

- Immacolata, a Venetico Superiore, edificata nel 1618, sorge nella piazza omonima. Costruita su una preesistente chiesa (Santissima Trinità) del XVI secolo. Fino al 1862 convento dei Padri Zoccolanti dell'Ordine francescano[17].
- Anime del Purgatorio (Venetico Superiore) Distrutta e abbandonata dopo il terremoto del 1908, dopo un lungo restauro è stata di recente riaperta al culto[19].
- Santa Caterina d'Alessandria, a Venetico Superiore, costruita nel XVIII secolo e restaurata nel 1987. Di piccole dimensioni e a pianta quadrangolare, a navata unica, è simile alle piccole costruzioni religiose di epoca bizantina dette martyrion (Grecia: μαρτύριον). Probabilmente fu usata come chiesa del castello, accanto al quale sorge. All'esterno si trova una croce luminosa visibile a diversi chilometri di distanza[17].
- San Sebastiano, a Venetico Superiore, ormai scomparsa[17].
- Annunziata, a Venetico Superiore, anch'essa ormai scomparsa[17].

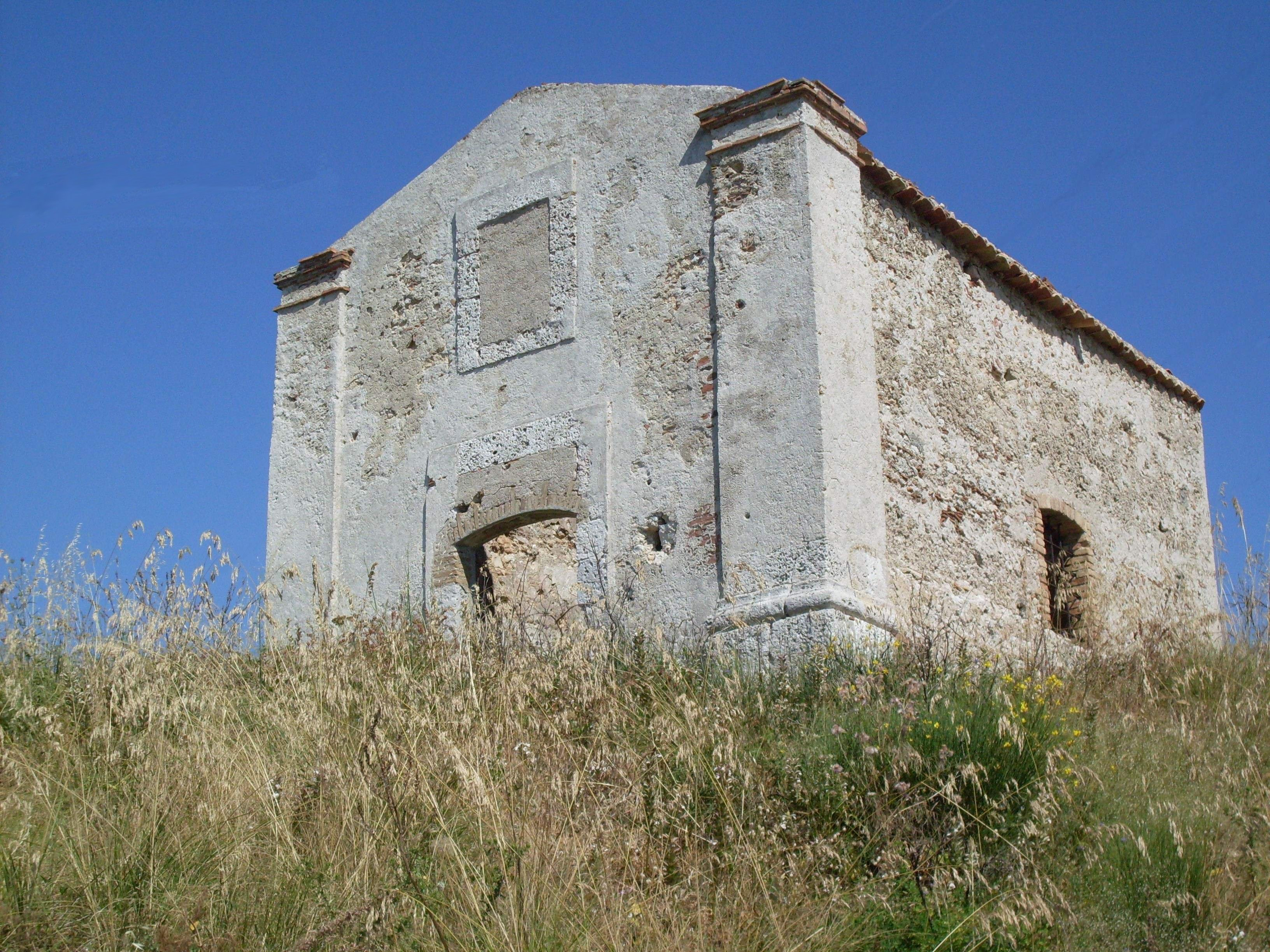
Chiesa di Gesù e Maria

- Gesù e Maria, a Venetico Superiore. Ne rimangono solo le mura esterne[17].
- Oratorio San Luigi, a Venetico Superiore. Già Chiesa del Calvario, sui quali resti fu costruito dopo il terremoto del 1908, oggi è un salone parrocchiale[17].
- Seminario per Chierici, a Venetico Superiore, è ora un'abitazione privata[20].
- Madonna del Carmelo (1883), a Venetico Marina.
- Madonna delle Grazie (XX secolo), a Venetico Marina.

## Società

### Evoluzione demografica
Abitanti censiti

### Tradizioni e folclore

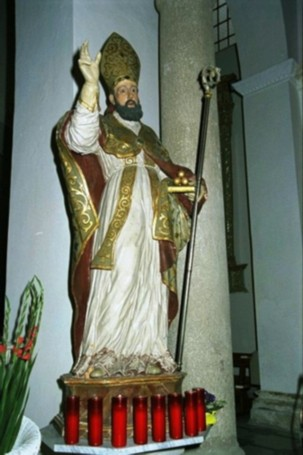
San Nicolò, patrono di Venetico Superiore, statua lignea del XVI secolo

- Via Crucis Vivente: fu ideata da Monsignor Casella nel 1933, allora parroco di Venetico. È la rappresentazione nel giorno del Venerdì Santo. In essa vengono riproposti gli ultimi momenti della vita di Gesù da Ponzio Pilato al Calvario. I personaggi sono circa cinquanta.
- Presepe Vivente: rappresentata il 6 gennaio per la chiusura del periodo natalizio.
- Festa del Volto Santo: il 6 agosto a Venetico Superiore si porta in processione il quadro del Volto di Cristo, e giunti in piazza Immacolata si benedicono gli abitanti di Venetico e di Valdina.
- Festa di San Nicolò Vescovo: patrono di Venetico Superiore, si festeggia il 6 dicembre.
- Festa della Madonna del Monte Carmelo: patrona di Venetico Marina, si festeggia il 16 luglio.

## Geografia antropica
Vi sono due centri abitati principali:
- Venetico Superiore, frazione di circa 300 abitanti, sorge a circa 220 m s.l.m. lungo la SP 56 Venetico-Rometta, a circa 4 km dalla SS 113. Rappresenta l'originario nucleo medievale del centro abitato, con stradine strette e tortuose.
- Venetico (o Venetico Marina), capoluogo, sorge sulla costa, sviluppandosi principalmente attorno alla SS 113. Nato come frazione, negli ultimi decenni ha acquistato importanza a scapito del centro collinare, fino al punto da vedervisi trasferita, all'inizio degli anni sessanta, la sede municipale dalla sua originaria ubicazione a Venetico Superiore. Oggi è in continua espansione urbanistica. Possiede un'ampia spiaggia con annesso lungomare, meta del flusso turistico nei mesi estivi.

## Economia

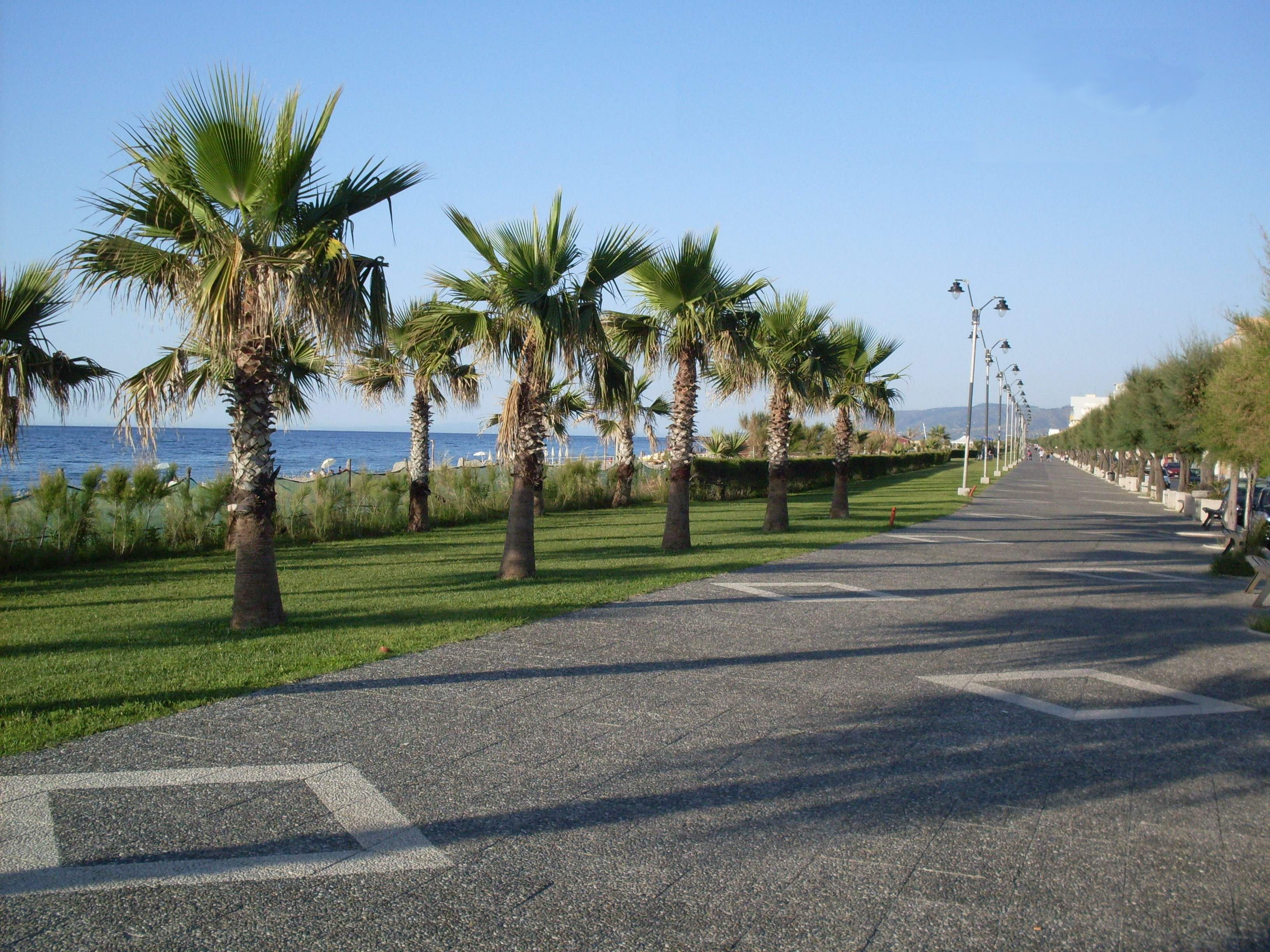
Lungomare di Venetico Marina

L'economia venetichese è basata soprattutto sul turismo estivo, ma anche sulla lavorazione di laterizi e relativi annessi, sulla pesca e sull'agricoltura.
A Venetico Marina hanno sede numerose fabbriche di laterizi e manifatture di vario genere (produzione di infissi, prodotti per laterizi, lavorazione del ferro battuto, ecc.). In estate la spiaggia è meta di numerosi bagnanti provenienti anche dai centri vicini e da Messina. Negli ultimi anni inoltre si è iniziata a registrare la presenza di turisti provenienti da altre regioni d'Italia. Per tali motivi, soprattutto nel primo decennio del XXI secolo sono sorte numerose infrastrutture (lidi, ristoranti, pensioni) volte a sfruttare questa nuova fonte di introiti. Altro incentivo è stato dato dalla costruzione del nuovo lungomare, divenuto luogo di ritrovo principale dei villeggianti, anche dei paesi limitrofi, nelle serate estive.
Altra fonte di reddito risulta essere la piccola pesca locale: a Venetico Marina troviamo una discreta flotta peschereccia, dedita soprattutto alla pesca costiera ravvicinata. Il derivato di tale pesca, oltre che a soddisfare appieno le esigenze del territorio, viene anche commercializzato nei paesi limitrofi.
Venetico Superiore invece incentra la sua economia principalmente sull'agricoltura (i suoi prodotti, coltivati nelle campagne intorno al paese, sono olive, uva e agrumi), e sul turismo estivo, con le stradine caratteristiche di epoca medievale, il castello, ed il panorama sul Golfo di Milazzo come attrazioni principali.

## Infrastrutture e trasporti
Venetico era munita di una stazione ferroviaria delle Ferrovie dello Stato a Venetico Marina, sulla linea Palermo-Messina. Dal 9 agosto 2009 la stazione è stata chiusa per lo spostamento della linea ferrata più a monte, in seguito ad un ammodernamento e all'aggiunta di un secondo binario. A seguito di ciò, per diversi mesi lo scalo ferroviario più vicino è stato quello di Rometta Messinese, fino all'apertura, il 23 novembre dello stesso anno, delle nuove fermate Torregrotta e Spadafora.
Venetico Marina è inoltre attraversata dalla SS 113, mentre per entrambi i centri passa la SP 56, che li collega con Rometta Superiore.
Varie linee di autobus extraurbani collegano il paese a varie località vicine, oltre che al capoluogo di provincia e a Milazzo.

## Amministrazione
Di seguito è presentata una tabella relativa alle amministrazioni che si sono succedute in questo comune.
| Periodo          | Periodo          | Primo cittadino  | Partito                   | Carica  | Note   |
| ---------------- | ---------------- | ---------------- | ------------------------- | ------- | ------ |
| 23 giugno 1989   | 8 novembre 1991  | Nunzio Anastasi  | Partito Liberale Italiano | Sindaco | [ 24 ] |
| 8 novembre 1991  | 22 novembre 1993 | Francesco Basile | -                         | Sindaco | [ 24 ] |
| 7 dicembre 1993  | 1º dicembre 1997 | Nunzio Anastasi  | Partito Liberale Italiano | Sindaco | [ 24 ] |
| 1º dicembre 1997 | 28 maggio 2002   | Francesco Rizzo  | lista civica              | Sindaco | [ 24 ] |
| 28 maggio 2002   | 15 maggio 2007   | Francesco Rizzo  | lista civica              | Sindaco | [ 24 ] |
| 15 maggio 2007   | 9 maggio 2012    | Carlo Lamberti   | lista civica              | Sindaco | [ 24 ] |
| 9 maggio 2012    | in carica        | Francesco Rizzo  |                           | Sindaco | [ 24 ] |

### Altre informazioni amministrative
Il comune di Venetico fa parte delle seguenti organizzazioni sovracomunali: regione agraria n. 9 (Colline litoranee di Milazzo).

## Sport

### Calcio
In passato la formazione locale SSC Venetico ha militato in 1ª, 2ª, 3ª categoria regionale. Successivamente ha effettuato una fusione con il Ghibellina, squadra del Messinese, dando origine alla SSC Ghibellina Venetico, che ha militato in Promozione fino al trasferimento definitivo della società a Messina. Fino a qualche anno fa era presente l'A.S.D. Venetico, che ha militato in 1ª categoria.

### Ciclismo
Venetico è stata per due volte attraversata dal Giro d'Italia:
- 17 maggio 1999, 3ª tappa (Catania-Messina), da ovest a est;
- 12 maggio 2008, 3ª tappa (Catania-Milazzo), da est a ovest.

### Impianti sportivi
Il comune di Venetico è dotato:
- Un campo di calcio regolamentare, (Venetico Marina, usato in passato dall'ACR Messina come campo di allenamento).
- Un campo di calcetto (Venetico Superiore).
- Due campi regolamentari di tennis.